# Serra d'Espirà
La Serra d'Espirà és una serra situada entre els municipis d'Espirà de l'Aglí i de Vingrau, a la comarca del Rosselló, a la Catalunya del Nord.
És al sector nord del terme comunal d'Espirà de l'Aglí, i al sud del de Vingrau. La seva meitat nord entra plenament dins del terme de Vingrau.
La serra inclou a la zona central el Mont d'Espirà, el seu punt més enlairat.